# Campeonato Costa-Riquenho de Futebol de 2019–20
O Campeonato Costarriquenho de Futebol de 2019–20 – conhecido por Fútbol de Primera División 2019–20 (FPD), ou ainda por Liga Promerica 2019–20 (por razões de patrocínio) – é dividido em dois torneios (Apertura e Clausura) e definiu os 113º e 114º campeões do Campeonato Costarriquenho de Futebol, a principal divisão do futebol da Costa Rica. O torneio Apertura foi disputado na segunda metade de 2019, enquanto o Clausura na primeira metade de 2020.
Essa será a última edição em que os clubes poderão ter quatro estrangeiros em seus elencos, a partir da próxima temporada o limite será de três.

## Formato
O torneio da Liga Promerica é composto de duas partes:
- Fase de qualificação: É composta pelas 22 rodadas do torneio.
- Fase final: É composta pelos quatro clubes mais bem colocados.

### Fase de qualificação
Na fase de qualificação é adotado o sistema de pontos. Nessa fase participam todas as 12 equipes da Liga Promerica, jogando todos contra todos até completar as 22 rodadas.

### Fase final
As quatro equipes melhores colocadas avançam à fase final. Os dois primeiros têm a vantagem de disputar a partida de volta em casa, e em caso de empate nos jogos de ida e volta, avançará a equipe com a maior quantidade de gols marcados fora de casa, se persistir a igualdade, será disputada prorrogação e eventualmente disputa de pênaltis. A primeira etapa é definida pela seguinte maneira: 1º colocado vs. 4º colocado e 2º colocado vs. 3º colocado.
A final será com as equipes vencedoras, com a equipe de melhor campanha decidindo em casa. Além disso, a equipe que terminar em primeiro lugar na fase regular avança diretamente para uma final, caso não se qualifique nas semifinais, disputaria uma final nacional contra o vencedor desta fase.
A equipe vencedora do torneio receberá uma cota para a Liga da CONCACAF de 2020.

## Equipes
| Equipe         | Localização             | Estádio                      | Capacidade |
| -------------- | ----------------------- | ---------------------------- | ---------- |
| Alajuelense    | Alajuela                | Alejandro Morera Soto        | 17.895     |
| Cartaginés     | Cartago                 | "Fello" Meza                 | 13.500     |
| Grecia         | Grecia, Alajuela        | Allen Riggioni               | 4.000      |
| Guadalupe      | Goicoechea, San José    | "Coyella" Fonseca            | 4.500      |
| Herediano      | Heredia                 | Rosabal Cordero              | 8.721      |
| Jicaral        | Lepanto, Puntarenas     | Asociación Cívica Jicaraleña | 2.500      |
| Limón          | Limón                   | Juan Gobán                   | 3.000      |
| Pérez Zeledón  | Pérez Zeledón, San José | Municipal de Pérez Zeledón   | 6.100      |
| San Carlos     | San Carlos, Alajuela    | Carlos Ugalde                | 5.600      |
| Santos         | Guápiles, Limón         | Ebal Rodríguez               | 4.500      |
| Saprissa       | Tibás, San José         | Ricardo Saprissa             | 23.112     |
| Universitarios | Heredia                 | Carlos Alvarado              | 2.000      |

## Apertura

### Fase de qualificação
| Pos | Time           | J  | V  | E | D  | GP | GC | SG  | Pts | Qualificação                              |
| --- | -------------- | -- | -- | - | -- | -- | -- | --- | --- | ----------------------------------------- |
| 1   | Alajuelense    | 22 | 16 | 4 | 2  | 49 | 21 | +28 | 52  | Semifinais e (se necessário) Grande Final |
| 2   | Saprissa       | 22 | 12 | 4 | 6  | 50 | 30 | +20 | 40  | Semifinais                                |
| 3   | Herediano      | 22 | 10 | 5 | 7  | 40 | 23 | +17 | 35  | Semifinais                                |
| 4   | San Carlos     | 22 | 9  | 6 | 7  | 40 | 37 | +3  | 33  | Semifinais                                |
| 5   | Cartaginés     | 22 | 9  | 6 | 7  | 31 | 28 | +3  | 33  |                                           |
| 6   | Pérez Zeledón  | 22 | 7  | 7 | 8  | 24 | 32 | -8  | 28  |                                           |
| 7   | Jicaral        | 22 | 7  | 6 | 9  | 23 | 30 | -7  | 27  |                                           |
| 8   | Guadalupe      | 22 | 7  | 5 | 10 | 29 | 37 | -8  | 26  |                                           |
| 9   | Limón          | 22 | 7  | 4 | 11 | 24 | 40 | -16 | 25  |                                           |
| 10  | Santos         | 22 | 5  | 9 | 8  | 33 | 39 | -6  | 24  |                                           |
| 11  | Grecia         | 22 | 5  | 6 | 11 | 26 | 39 | -13 | 21  |                                           |
| 12  | Universitarios | 22 | 4  | 5 | 12 | 23 | 36 | -13 | 18  |                                           |

Fonte: UNAFUT
Critérios de desempate: 1) Pontos; 2) Saldo de gols; 3) Gols-pró; 4) Confronto direto; 5) Confronto direto (saldo de gols); 6) Confronto direto (gols-pró); 7) sorteio.

### Fase final
|  | Semifinais | Semifinais    | Semifinais | Semifinais | Semifinais |   |   | Final Segunda Fase | Final Segunda Fase | Final Segunda Fase | Final Segunda Fase | Final Segunda Fase |
|  |            |               |            |            |            |   |   |                    |                    |                    |                    |                    |
|  | 1          | Alajuelense   | 0          | 3          | 3          |   |   |                    |                    |                    |                    |                    |
|  | 4          | San Carlos    | 0          | 0          | 0          |   |   |                    |                    |                    |                    |                    |
|  |            |               |            |            |            |   | 1 | Alajuelense        | 0                  | 0                  | 0                  |                    |
|  |            | 3             | Herediano  | 2          | 0          | 2 |   |                    |                    |                    |                    |                    |
|  | 2          | Saprissa      | 1          | 1          | 2 (4)      |   |   |                    |                    |                    |                    |                    |
|  | 3          | Herediano (p) | 1          | 1          | 2 (5)      |   |   |                    |                    |                    |                    |                    |

Nota: (p) = Venceu após as penalidades máximas

#### Semifinais - Jogos de Ida
| 23 de novembro | Herediano | 1 – 1 | Saprissa     | Heredia                                                          |  |
| 20:00 (UTC−6)  | Burke 90' |       | Robinson 38' | Estádio: Rosabal Cordero Público: 5,221 Árbitro: Ricardo Montero |  |

| 24 de novembro | San Carlos | 0 – 0 | Alajuelense | Ciudad Quesada, Alajuela                                             |  |
| 18:00 (UTC−6)  |            |       |             | Estádio: Carlos Ugalde Público: 2,931 Árbitro: Juan Gabriel Calderón |  |

#### Semifinais - Jogos de Volta
| 30 de novembro | Alajuelense                   | 3 – 0 (3 – 0 agr.) | San Carlos | Ciudad de Alajuela, Alajuela                                     |  |
| 18:00 (UTC−6)  | Ureña 22', 43' · McDonald 62' |                    |            | Estádio: Morera Soto Público: 10,192 Árbitro: Hugo Cruz Alvarado |  |

| 1 de dezembro                                                                       | Saprissa             | 1 – 1 (pro.) (2 – 2 agr.) (4 – 5 pen.)                                                  | Herediano    | Tibás, San José                                                   |  |
| 16:00 (UTC−6)                                                                       | Venegas 26' ((pen.)) |                                                                                         | Granados 76' | Estádio: Ricardo Saprissa Público: 5,221 Árbitro: Ricardo Montero |  |
|                                                                                     |                      | Penalidades                                                                             |              |                                                                   |  |
| - Mariano Torres - Randall Leal - Byron Bonilla - David Ramírez - Michael Barrantes |                      | - Randall Azofeifa - Francisco Rodríguez - Cristian Reyes - Aaron Salazar - Brian Rubio |              |                                                                   |  |

#### Final Segunda Fase - Jogo de Ida
| 4 de dezembro | Herediano          | 2 – 0 | Alajuelense | Heredia                                                         |  |
| 20:00 (UTC−6) | Rodríguez 14', 33' |       |             | Estádio: Rosabal Cordero Público: 6,169 Árbitro: Henry Bejarano |  |

#### Final Segunda Fase - Jogo de Volta
| 8 de dezembro | Alajuelense | 0 – 0 (0 – 2 agr.) | Herediano | Ciudad de Alajuela, Alajuela                                     |  |
| 15:00 (UTC−6) |             |                    |           | Estádio: Morera Soto Público: 14,464 Árbitro: Hugo Cruz Alvarado |  |

## Grande Final

#### Jogo de Ida
| 15 de dezembro | Herediano | 1 – 0 | Alajuelense | Heredia                                                                |  |
| 16:30 (UTC−6)  | Soto 9'   |       |             | Estádio: Rosabal Cordero Público: 6,410 Árbitro: Juan Gabriel Calderón |  |

#### Jogo de Volta
| 21 de dezembro                                                                             | Alajuelense           | 2 – 1 (pro.) (2 – 2 agr.) (4 – 5 pen.)                                              | Herediano | Ciudad de Alajuela, Alajuela                                 |  |
| 18:00 (UTC−6)                                                                              | Alfaro 72' · Moya 75' |                                                                                     | Ruiz 88'  | Estádio: Morera Soto Público: 15,642 Árbitro: Henry Bejarano |  |
|                                                                                            |                       | Penalidades                                                                         |           |                                                              |  |
| - Jonathan Moya - Kenner Gutiérrez - Alexander López - Ariel Lassiter - José Miguel Cubero |                       | - Francisco Rodríguez - Aaron Salazar - Gerson Torres - Aldo Magaña - Yendrick Ruíz |           |                                                              |  |

| Apertura 2019                   |
| Costa Rica                      |
| ------------------------------- |
| Herediano Campeão (28.º título) |

### Estatísticas

#### Maiores artilheiros[3]
| Pos. | Jogador        | Clube       | Gols |
| ---- | -------------- | ----------- | ---- |
| 1    | Álvaro Saborío | San Carlos  | 13   |
| 2    | Ariel Lassiter | Alajuelense | 12   |
| 3    | Frank Zamora   | Guadalupe   | 11   |
| 4    | Javon East     | Santos      | 10   |

#### Público
| Equipe         | Público total | Arrecadação        |
| -------------- | ------------- | ------------------ |
| Saprissa       | 120 640       | ₡ 205,108,406.51   |
| Alajuelense    | 113 270       | ₡ 585,978,311.74   |
| Herediano      | 54 665        | ₡ 154,720,389.39   |
| Cartaginés     | 30 145        | ₡ 94,599,116.18    |
| San Carlos     | 25 007        | ₡ 42,215,500.00    |
| Pérez Zeledón  | 11 883        | ₡ 27,839,824.27    |
| Limón          | 10 593        | ₡ 35,005,300.00    |
| Santos         | 9 827         | ₡ 12,852,590.00    |
| Grecia         | 9 191         | ₡ 13,040,065.00    |
| Guadalupe      | 8 435         | ₡ 11,977,000.00    |
| Jicaral        | 7 988         | ₡ 34,708,670.31    |
| Universitarios | 6 454         | ₡ 10,122,000.00    |
| TOTAL          | 408 098       | ₡ 1,228,167,173.40 |

## Clausura

### Suspensão do torneio por conta do COVID-19
Em 18 de março, em uma reunião extraordinária do Comitê Executivo da UNAFUT e da Federação de Futebol, eles decidiram suspender, até novo aviso, o encerramento do Clausura 2020 devido à pandemia de COVID-19 na Costa Rica. Como medida preventiva para proteger jogadores, comissão técnica, árbitros, delegados, jornalistas e o público, em 11 de maio o Ministério da Saúde da Costa Rica anunciou entre as novas diretrizes para a reativação de atividades que esportes de contato de alto desempenho, como o futebol, podem ser realizados a portas fechadas e com os protocolos de higiene adequados.

### Retorno do campeonato
No dia 11 de maio, o Ministro da Saúde e as autoridades governamentais deram o aval para que o Clausura 2020 seja retomado a portas fechadas a partir de 20 de maio e todos os jogos serão disputados a cada 72 horas com um protocolo e medidas preventivas de saúde por conta da pandemia. A UNAFUT também anunciou que cinco substituições serão permitidas em cada partida e seis no caso de prorrogações na Fase Final do Torneio. Os clubes devem cumprir rigorosas medidas para impedir a propagação do vírus.

### Fase de qualificação
| Pos | Time           | J  | V  | E  | D  | GP | GC | SG  | Pts | Qualificação                              |
| --- | -------------- | -- | -- | -- | -- | -- | -- | --- | --- | ----------------------------------------- |
| 1   | Saprissa       | 22 | 13 | 6  | 3  | 41 | 24 | +17 | 45  | Semifinais e (se necessário) Grande Final |
| 2   | Herediano      | 22 | 10 | 10 | 2  | 40 | 21 | +19 | 40  | Semifinais                                |
| 3   | Alajuelense    | 22 | 11 | 7  | 4  | 42 | 26 | +16 | 40  | Semifinais                                |
| 4   | Cartaginés     | 22 | 10 | 5  | 7  | 33 | 35 | -2  | 35  | Semifinais                                |
| 5   | Guadalupe      | 22 | 8  | 9  | 5  | 28 | 22 | +6  | 33  |                                           |
| 6   | Jicaral        | 22 | 8  | 8  | 6  | 33 | 27 | +6  | 32  |                                           |
| 7   | San Carlos     | 22 | 8  | 5  | 9  | 41 | 41 | 0   | 29  |                                           |
| 8   | Grecia         | 22 | 8  | 5  | 9  | 33 | 37 | -4  | 29  |                                           |
| 9   | Pérez Zeledón  | 22 | 5  | 6  | 11 | 26 | 38 | -12 | 21  |                                           |
| 10  | Santos         | 21 | 5  | 5  | 11 | 31 | 41 | -10 | 20  |                                           |
| 11  | Limón          | 21 | 4  | 4  | 13 | 19 | 28 | -9  | 16  |                                           |
| 12  | Universitarios | 22 | 4  | 4  | 14 | 27 | 54 | -27 | 16  |                                           |

Fonte: UNAFUT
Critérios de desempate: 1) Pontos; 2) Saldo de gols; 3) Gols-pró; 4) Confronto direto; 5) Confronto direto (saldo de gols); 6) Confronto direto (gols-pró); 7) sorteio.

### Fase final
|  | Semifinais | Semifinais  | Semifinais  | Semifinais | Semifinais |   |    | Final Segunda Fase | Final Segunda Fase | Final Segunda Fase | Final Segunda Fase | Final Segunda Fase |
|  |            |             |             |            |            |   |    |                    |                    |                    |                    |                    |
|  | 1          | Saprissa    | 4           | 2          | 6          |   |    |                    |                    |                    |                    |                    |
|  | 4          | Cartaginés  | 0           | 3          | 3          |   |    |                    |                    |                    |                    |                    |
|  |            |             |             |            |            |   | C1 | Saprissa           | 2                  | 1                  | 3                  |                    |
|  |            | C2          | Alajuelense | 0          | 0          | 0 |    |                    |                    |                    |                    |                    |
|  | 2          | Herediano   | 0           | 0          | 0          |   |    |                    |                    |                    |                    |                    |
|  | 3          | Alajuelense | 2           | 0          | 2          |   |    |                    |                    |                    |                    |                    |

#### Semifinais - Jogos de Ida
| 14 de junho                                                           | Cartaginés | 0 – 4     | Saprissa                                                  | Cartago                                         |  |
| 11:00 (UTC−6)                                                         |            | Relatório | Barrantes 62' · Rodríguez 66' · Bolaños 72' · Venegas 89' | Estádio: Fello Meza Árbitro: Hugo Cruz Alvarado |  |
| Nota: O jogo foi disputado sem público devido à pandemia de COVID-19. |            |           |                                                           |                                                 |  |

| 14 de junho                                                           | Alajuelense              | 2 – 0     | Herediano | Alajuela                                         |  |
| 19:00 (UTC−6)                                                         | López 30' · Lassiter 74' | Relatório |           | Estádio: Morera Soto Árbitro: Allen Quirós Núñez |  |
| Nota: O jogo foi disputado sem público devido à pandemia de COVID-19. |                          |           |           |                                                  |  |

#### Semifinais - Jogo de Volta
| 17 de junho                                                           | Saprissa         | 2 – 3 (6 – 3 agr.) | Cartaginés              | San José                                           |  |
| 17:00 (UTC−6)                                                         | Bolaños 23', 67' | Relatório          | Hernández 17', 37', 89' | Estádio: Ricardo Saprissa Árbitro: Ricardo Montero |  |
| Nota: O jogo foi disputado sem público devido à pandemia de COVID-19. |                  |                    |                         |                                                    |  |

| 17 de junho                                                           | Herediano | 0 – 0 (0 – 2 agr.) | Alajuelense | Heredia                                                 |  |
| 20:30 (UTC−6)                                                         |           | Relatório          |             | Estádio: Rosabal Cordero Árbitro: Juan Gabriel Calderón |  |
| Nota: O jogo foi disputado sem público devido à pandemia de COVID-19. |           |                    |             |                                                         |  |

#### Final Segunda Fase - Jogo de Ida
- Devido ao aumento de casos de COVID-19, o Ministério da Saúde anunciou no dia 19 de junho a suspensão indefinida do futebol, entretanto, a UNAFUT indicou que o jogo de ida foi reprogramado para o dia 24 de junho e a volta para 29 de junho.

| 24 de junho                                                           | Alajuelense | 0 – 2     | Saprissa                                    | Alajuela                                         |  |
| 20:30 (UTC−6)                                                         |             | Relatório | Ariel Rodríguez 12' · Esteban Rodríguez 27' | Estádio: Morera Soto Árbitro: Allen Quirós Núñez |  |
| Nota: O jogo foi disputado sem público devido à pandemia de COVID-19. |             |           |                                             |                                                  |  |

#### Final Segunda Fase - Jogo de Volta
| 29 de junho                                                           | Saprissa   | 1 – 0 (3 – 0 agr.) | Alajuelense | San José                                                 |  |
| 20:30 (UTC−6)                                                         | Torres 67' | Relatório          |             | Estádio: Ricardo Saprissa Árbitro: Juan Gabriel Calderón |  |
| Nota: O jogo foi disputado sem público devido à pandemia de COVID-19. |            |                    |             |                                                          |  |

| Clausura 2020                  |
| Costa Rica                     |
| ------------------------------ |
| Saprissa Campeão (35.º título) |

### Estatísticas
Atualizado em 23 de junho.

#### Maiores artilheiros
| Pos. | Jogador             | Clube          | Gols |
| ---- | ------------------- | -------------- | ---- |
| 1    | Christian Bolaños   | Saprissa       | 18   |
| 2    | Marcel Hernández    | Cartaginés     | 17   |
| 3    | Julio Cruz González | San Carlos     | 13   |
| 4    | Javon East          | Santos         | 11   |
| 4    | Jorman Aguilar      | San Carlos     | 11   |
| 4    | Hernán Fener        | Universitarios | 11   |

##### Público
Após a 15ª rodada, todos os jogos foram sem público.
| Equipe         | Público total | Arrecadação      |
| -------------- | ------------- | ---------------- |
| Saprissa       | 75 987        | ₡ 105 019 070.81 |
| Alajuelense    | 47 543        | ₡ 61 344 247.78  |
| Herediano      | 28 611        | ₡ 58 521 575.22  |
| Cartaginés     | 13 901        | ₡ 37 839 784.67  |
| San Carlos     | 11 948        | ₡ 17 235 091.00  |
| Pérez Zeledón  | 8 765         | ₡ 17 646 017.69  |
| Limón          | 6 493         | ₡ 23 280 000.00  |
| Santos         | 6 277         | ₡ 12 148 000.00  |
| Guadalupe      | 4 681         | ₡ 6 934 000.00   |
| Jicaral        | 2 365         | ₡ 4 451 000.00   |
| Universitarios | 1 762         | ₡ 5 086 797.12   |
| Grecia         | 3 901         | ₡ 11 039 851.00  |
| TOTAL          | 212 234       | ₡ 360 545 435.29 |
| Fonte: UNAFUT  |               |                  |

## Tabela Geral
| Pos | Time               | J  | V  | E  | D  | GP | GC | SG  | Pts | Qualificação                        |
| --- | ------------------ | -- | -- | -- | -- | -- | -- | --- | --- | ----------------------------------- |
| 1   | Alajuelense (Q)    | 44 | 27 | 11 | 6  | 91 | 47 | +44 | 92  | Liga da CONCACAF (fase preliminar)  |
| 2   | Saprissa (Q)       | 44 | 25 | 10 | 9  | 91 | 54 | +37 | 85  | Liga da CONCACAF (oitavas de final) |
| 3   | Herediano (Q)      | 44 | 20 | 15 | 9  | 80 | 44 | +36 | 75  | Liga da CONCACAF (oitavas de final) |
| 4   | Cartaginés         | 44 | 19 | 11 | 14 | 64 | 63 | +1  | 68  |                                     |
| 5   | San Carlos         | 44 | 17 | 11 | 16 | 81 | 78 | +3  | 62  |                                     |
| 6   | Jicaral            | 44 | 15 | 14 | 15 | 56 | 57 | -1  | 59  |                                     |
| 7   | Guadalupe          | 44 | 15 | 14 | 15 | 57 | 59 | -2  | 59  |                                     |
| 8   | Grecia             | 44 | 13 | 11 | 20 | 59 | 76 | -17 | 50  |                                     |
| 9   | Pérez Zeledón      | 44 | 12 | 13 | 19 | 50 | 70 | -20 | 49  |                                     |
| 10  | Santos             | 43 | 10 | 14 | 19 | 64 | 80 | -16 | 44  |                                     |
| 11  | Limón              | 43 | 11 | 8  | 24 | 43 | 68 | -25 | 41  |                                     |
| 12  | Universitarios (R) | 44 | 8  | 10 | 26 | 50 | 90 | -40 | 34  | Rebaixado à Segunda División        |

Fonte: UNAFUT
Critérios de desempate: 1) Pontos; 2) Saldo de gols; 3) Gols-pró; 4) Confronto direto; 5) Confronto direto (saldo de gols); 6) Confronto direto (gols-pró); 7) sorteio.
(Q) = Qualificado à fase indicada; (R) = Rebaixado